# Haplochytis
Haplochytis is een geslacht van vlinders van de familie grasmotten (Crambidae), uit de onderfamilie Spilomelinae.

## Soorten
- H. crocochalca Meyrick, 1933
- H. cyphoplaca Meyrick, 1933
- H. fuscomarginalis Ghesquière, 1942
- H. pelonephes (Meyrick, 1937)
- H. pseudohesusalis Strand, 1920
- H. pyrochlaena Meyrick, 1936